# کریستین داردن
کریستین داردن (زاده ۱۰ سپتامبر ۱۹۴۲ با نام کریستین مان) یک ریاضیدان، تحلیل‌گر داده و مهندس هوافضا اهل ایالات متحده است که بیشتر از ۴۰ سال از دوران حرفه‌ای خود را در زمینه آیرودینامیک در ناسا صرف تحقیق در مورد "پرواز مافوق صوت" و "پیش‌آمدهای صوتی" (سونیک بوم) کرد. او کارشناسی ارشد در ریاضیات داشت و قبل از شروع به کار در مرکز تحقیقاتی لنگلی در سال ۱۹۶۷، در دانشگاه ایالتی ویرجینیا تدریس می‌کرد. او در سال ۱۹۸۳ مدرک دکترای مهندسی مکانیک خود را از دانشگاه جورج واشنگتن دریافت کرد و مقالات متعددی در زمینه خود منتشر کرده است. او اولین زن آفریقایی-آمریکایی در مرکز تحقیقاتی لنگلی ناسا بود که به مقام "خدمات اجرایی ارشد" ارتقا یافت که بالاترین رتبه در خدمات مدنی فدرال ایالات متحده است.
داردن یکی از پژوهشگرانی است که در کتاب چهره‌های پنهان (Hidden Figures) نوشته مارگوت لی شترلی (۲۰۱۶) معرفی شده است. این کتاب تاریخچه‌ای از برخی زنان ریاضیدان و مهندسین آفریقایی-آمریکایی در ناسا در نیمه دوم قرن بیستم است.
در سال ۲۰۱۹، داردن مدال طلای کنگره را دریافت کرد.

## زندگی اولیه و حرفه
کریستین مان در تاریخ ۱۰ سپتامبر ۱۹۴۲ در مونرو، کارولینای شمالی به دنیا آمد. والدین او، دزما ل. چینی (معلم) و نوآ هوراس مان پدر (کارمند بیمه) بودند و آن‌ها او را تشویق کردند تا تحصیلات عالیه‌ای داشته باشد. از سن سه سالگی، مادرش او را به کلاس درس خود می‌بُرد و در چهار سالگی وارد مهدکودک شد. در دوران مدرسه ابتدایی، داردن علاقه زیادی به جداسازی و بازسازی اشیاء مکانیکی مانند دوچرخه خود نشان می‌داد.
او آخرین دو سال ابتدایی خود را در مدرسه آلن در شهرستان اشویل کارولینای شمالی گذراند و در سال ۱۹۵۸ فارغ‌التحصیل شد و پس از آن بورس تحصیلی برای تحصیل در دانشگاه همپتون دریافت کرد. در دوران تحصیل در همپتون، در برخی از اولین اعتراضات جنبش حقوق مدنی شرکت کرد. او در چندین حرکت اعتراضی نشسته همراه با همکلاسی‌های سیاه‌پوست خود شرکت داشت. داردن در سال ۱۹۶۲ با مدرک کارشناسی در ریاضیات فارغ‌التحصیل شد.
در سال ۱۹۶۳، مان با والتر ال. داردن جونیور، معلم علوم مدرسه متوسطه، ازدواج کرد. در سال ۱۹۶۵، او به عنوان دستیار پژوهشی در کالج ایالتی ویرجینیا مشغول به کار شد و در آنجا فیزیک آئروسل را مطالعه کرد. در سال ۱۹۶۷، مدرک کارشناسی ارشد خود را دریافت کرد و در همان دانشگاه ریاضیات تدریس کرد.
در همان سال، او به ناسا پیوست و به عنوان تحلیل‌گر داده در مرکز تحقیقاتی لنگلی استخدام شد. او ابتدا در "استخر کامپیوترها" شروع به انجام محاسبات برای مهندسان کرد و سپس با نوشتن برنامه‌های کامپیوتری فرآیند را خودکار کرد.
بعد از انتقال به تحقیقات هوافضا، در سال ۱۹۷۳، دارای درجه مهندس هوافضا شد. یافته‌های اولیه او در دهه‌های ۱۹۶۰ و ۱۹۷۰ باعث انقلاب در طراحی آیرودینامیک شد که به تولید اثرات کم‌بوم صوتی منجر شد.
در سال ۱۹۸۳، دکترای خود را در مهندسی از دانشگاه جورج واشنگتن دریافت کرد.
در سال ۱۹۸۹، داردن به عنوان رهبر تیم "سونیک بوم" منصوب شد. تیم او روی طراحی‌هایی کار می‌کرد که اثرات منفی پیش‌آمدهای صوتی مانند آلودگی صوتی و کاهش لایه اوزون را کاهش دهد.
در مارس ۲۰۰۷، داردن از ناسا بازنشسته شد و مدیر دفتر ارتباطات استراتژیک و آموزش شد.

## جوایز
در سال ۱۹۸۵، داردن جایزه دستاورد فنی "دکتر آ. تی. وِترز" را از "انجمن فنی ملی" دریافت کرد. او در سال ۱۹۸۷ جایزه "کندیس" را از "ائتلاف ملی زنان سیاه‌پوست ۱۰۰" دریافت کرد. او سه گواهی‌نامه عملکرد برجسته از مرکز تحقیقاتی لنگلی دریافت کرد: در سال‌های ۱۹۸۹، ۱۹۹۱ و ۱۹۹۲.
در تاریخ ۲۸ ژانویه ۲۰۱۸، داردن جایزه شهروندی ریاست‌جمهوری را در "دانشگاه همپتون" به‌دلیل مشارکت و خدماتش دریافت کرد.
داردن در تاریخ ۱۹ دسامبر ۲۰۱۸ درجه دکتری افتخاری از "دانشگاه ایالتی کارولینای شمالی" دریافت کرد.
داردن همچنین در تاریخ ۱۹ مه ۲۰۱۹ درجه دکتری افتخاری از "دانشگاه جورج واشنگتن" دریافت کرد.
در سال ۲۰۱۹، داردن مدال طلای کنگره را دریافت کرد.
او سخنرانی "کریستین داردن" را در "مات‌فست ۲۰۲۱" ارائه داد.

## لینک های خارجی
- پرونده‌های رسانه‌ای مربوط به Christine Darden در ویکی‌انبار

الگو:Virginia Women in History